# حمله به اتوبوس کارکنان سپاه زاهدان
حمله به اتوبوس کارکنان سپاه در سیستان و بلوچستان یک حمله انتحاری در غروب روز ۲۴ بهمن ۱۳۹۷ بود که توسط یک خودروی بمبگذاری شده در جاده خاش-زاهدان منطقه چانعلی رخ داد. در این حمله خودروی انتحاری با اتوبوس حامل کارکنان قرارگاه قدس سپاه سیستان و بلوچستان برخورد کرده و منجر به انفجار اتوبوس شد. به گفته روابط عمومی این قرارگاه طی این حمله ۲۷ نفر کشته و ۱۳ نفر نیز زخمی شده‌اند.
گروه جیش‌العدل با انتشار بیانیه‌ای در کانال تلگرامی خود مسئولیت این انفجار را پذیرفت.

## انفجار
در غروب روز ۲۴ بهمن ۱۳۹۷ اتوبوس حامل تعدادی از نیروهای سپاه پاسداران که پس از اتمام مأموریت مرزبانی در حال بازگشت به خانه و اعزام به مرخصی بوده‌اند، در مسیر حرکت در محور خاش - زاهدان در فاصله ۶۵ کیلومتری زاهدان به هنگام سبقت‌گرفتن از یک خودرو، از سمت راست به آن برخورد کرد. پس از برخورد اتوبوس به خودرو که حامل مواد منفجره بوده انفجار انتحاری صورت گرفت که منجر به کشته شدن ۲۷ نفر و زخمی شدن ۱۳ تن دیگر شد.

## مسئولیت
گروه جیش‌العدل با انتشار بیانیه‌ای در کانال تلگرامی خود مسئولیت این انفجار را پذیرفت.

## پس از حادثه
احمدعلی موهبتی استاندار سیستان و بلوچستان با صدور اطلاعیه‌ای، ضمن محکوم کردن حادثه سه روز عزای عمومی اعلام کرد. همچنین عباس رضایی استاندار اصفهان روزهای شنبه و یکشنبه ۲۷ و ۲۸ بهمن را در استان اصفهان عزای عمومی اعلام کرد.
روابط عمومی قرارگاه قدس نیروی زمینی سپاه نیز با صدور اطلاعیه‌ای از حمله انتحاری به اتوبوس حامل مرزبانان و کشته و مجروح شدن عده‌ای از ایشان در جاده خاش - زاهدان در شامگاه چهارشنبه ۲۴ بهمن ماه خبر داده و این حمله را از سوی عده‌ای که آنان را «تروریست‌های تکفیری و مزدوران سرویس‌های اطلاعاتی وابسته به نظام سلطه و استکبار» نامید، دانست.
وزارت امور خارجه ایران در روز یکشنبه ۲۷ بهمن «رفعت مسعود» سفیر پاکستان را احضار و اعتراض ایران را به وی ابلاغ نمود. در این دیدار از سفیر پاکستان خواسته شد با قاطعیت علیه گروهک‌های تروریستی فعال در مناطق مرزی با ایران برخورد و اقدام‌های لازم جهت شناسایی عوامل این حادثه را انجام دهد.

## واکنش‌ها

### داخلی
سید علی خامنه‌ای رهبر ایران در پیامی با تسلیت و تبریک این حادثه به خانواده‌های بازماندگان، ارتباط عاملان این حادثه با سازمان‌های اطلاعاتی برخی کشورهای منطقه و فرامنطقه ای را امری مسلّم دانست و دستگاه‌های مسئول کشور را به پیگیری و تمرکز بر آن فراخواند.
حسن روحانی در ۲۵ بهمن با تسلیت این حادثه به خانواده‌های کشتگان، نیروهای مسلح و رهبر ایران، گفت که ریشه اصلی تروریسم در منطقه ما آمریکا و صهیونیسم است که مورد حمایت برخی کشورهای نفت‌خیز منطقه است. او همچنین با صدور پیامی این حمله را «لکه ننگ دیگری بر کارنامه حامیان اصلی تروریسم در کاخ سفید، تل آویو و ایادی منطقه‌ای آنان» خواند و با وعده انتقام به آمران و عوامل این اقدام گفت که «بزودی به سزای جنایت خود می‌رسند». محمدجواد ظریف وزیر امور خارجه ایران در شب ۲۴ بهمن ضمن پیامی توییتری این حمله را محکوم کرد و نوشت: «اینکه ایران درست در همان روز برگزاری سیرک ورشو هدف حمله تروریستی قرار می‌گیرد، تصادفی است؟»
محمدعلی جعفری فرمانده کل سپاه پاسداران نیز در پیامی ضمن تأکید بر حفاظت مصمم‌تر سپاه از امنیت و مرزهای کشور، گفت که سپاه «انتقام خون این شهیدان مظلوم را از دشمنان خبیث خواهد گرفت.» وی با بیان اینکه عاملان این حملات تحت حمایت نیروهای امنیتی پاکستان هستند، دولت این کشور را پاسخگوی قطعی این اقدام دانست و از اقدامات جبرانی ایران در آینده نزدیک، در صورت عدم مجازات جیش العدل توسط پاکستان خبر داد و گفت که آن صبری که ایران در برابر اقدامات برخی دولت‌های منطقه مثل عربستان و امارات داشته، متفاوت خواهد بود. علی لاریجانی رئیس مجلس شورای اسلامی نیز دولت پاکستان را پاسخگوی این اقدام دانست و گفت که در این پاکستان مقطع نمی‌تواند غیر مسئولانه عمل کند و اینگونه رفتارها سطح همکاری دو کشور را به شدت مخدوش می‌کند. قاسم سلیمانی فرمانده سپاه قدس نیز با اشاره به حضور گروه‌های تروریستی در پاکستان از مسئولان این کشور خواست این گروه‌ها را که اقدام به انجام حملات تروریستی در کشورهای هند، افغانستان و ایران
می‌کنند، از حاک خود بیرون کند. او همچنین با اشاره به عاملان حمله به اتوبوس پرسنل سپاه گفت که ایران «حتماً به این گروه در هر نقطه ای از کره خاکی که آن را بیابد، حمله خواهد کرد.»

### خارجی
سفیران، نمایندگان کشورها و سازمان‌های بین‌المللی و برخی مقام‌ها و رهبران جهان از جمله رئیس‌جمهور نیکاراگوئه، وزارت خارجه کشورهای سوریه و لبنان، سفیران سوئیس، لیبی، هلند، فرانسه، ترکیه، اتریش و هند و سازمان‌های جنبش های اسلامی فلسطین (حماس) و جنبش جهاد اسلامی فلسطین نیز این حمله را محکوم کردند.

### سازمان‌ها
شورای امنیت سازمان ملل متحد با انتشار بیانیه ای ضمن ابراز همدردی با خانواده‌های قربانیان، این حمله انتحاری را با تعابیری همچون «بزدلانه» و «شنیع» به شدت محکوم کرد. شورای امنیت همچنین خواستار پاسخگویی و محاکمه عاملان، سازمان‌دهندگان، سرمایه‌گذاران و حامیان این اقدامات تروریستی شده و از همه کشورها درخواست نموده با دولت ایران و سایر مقامات مربوط در این زمینه همکاری کنند.

## مجلس سوگواری
اجساد کشته شدگان حمله تروریستی خاش با یک پرواز به اصفهان (زادگاه شهدا) منتقل شد. مجلس سوگواری در اصفهان با حضور خانواده‌ها و پوشش رسانه‌ها برگزار شد و مصاحبه اعضای خانواده‌های کشته‌شدگان با رسانه‌ها در شبکه‌های اجتماعی در ایران همرسانی شد.

### اسامی
- امید اکبری
- یونس امیری
- روح‌الله بابایی
- ابراهیم براتی
- حیدر براتی
- یحیی براتی
- عبدالرضا بروجی
- علیرضا پناه پوری
- حسنعلی ترکیان
- علی خادمی
- رضا رحیمی
- سعید سلیمی
- محمد صابری
- محسن صفری
- ابراهیم صیادی
- میثم عبدالله زاده
- مرتضی فاضل
- علی اکبر قبادپناه
- حسین قدیری
- اسماعیل کرمی
- عباس کوهی
- حسن مجیدی
- سید ثارالله موسوی
- سیدابوالفضل موسوی
- محمدتقی مهرابی
- داوود میرزایی
- مهدی نوروزی[۱۸][۱۹]

## دستگیری عاملان
در روز دوشنبه ۲۹ بهمن ۱۳۹۷ روابط عمومی سپاه پاسداران با صدور اطلاعیه‌ای از کشف چندین خانه تیمی متعلق به «تروریست‌ها» در شهرهای سراوان و خاش توسط نیروهای اطلاعاتی و عملیاتی قرارگاه قدس خبر داد که طی این اقدام سه تن دستگیر و ۱۵۰ کیلوگرم مواد آماده انفجار و ۶۰۰ کیلوگرم مواد انفجاری در حال ساخت و مقادیری سلاح و مهمات نیز کشف شده‌است. محمد پاکپور فرمانده نیروی زمینی سپاه نیز با بیان جزئیاتی از عملیات دستگیری گفت که پس از تحویل قطعات خودروی انتحاری به نیروی انتظامی هویت آن مشخص شد و نیروهای اطلاعاتی و عملیاتی قرارگاه قدس نیروی زمینی سپاه با استفاده از هویت خودرو اقدام به دستگیری تیم پشتیبانی‌کننده و تیمی که خودرو را برای این اقدام آماده کرده‌بودند، نمودند. او همچنین از دستگیری یک زن در روز یکشنبه ۲۸ بهمن خبر داد که پس از دستگیری او سایر افراد نیز کشف شده‌اند. به گفته پاکپور «۲ نفر از تروریست‌ها پاکستانی و ۳ نفر نیز از سیستان و بلوچستان بودند دو نفر از آنها دستگیر و یک نفر هم متواری شده‌است. عامل انتحاری نیز فردی به نام «حافظ محمد علی» از پاکستان بوده‌است.»
پاکپور با اشاره به اینکه مهمات و تجهیزات بسیار زیادی توسط این افراد آماده شده بود، گفت که قصد آن‌ها انجام اقدامات تروریستی در ۲۲ بهمن و سایر مناسبت‌ها نیز بوده که به دلیل تمهیدات صورت گرفته برای راهپیمایی ۲۲ بهمن این افراد موفق به انجام آن نشده‌اند.